# Tentorio
Il tentorio del cervelletto, in latino tentorium cerebelli, è una struttura anatomica costituita da un lembo di dura madre che separa il cervelletto dai lobi occipitali del cervello.
Il nome deriva dalla sua somiglianza con una tenda militare.

## Struttura
Il tentorio presenta due facce, una superiore e l'altra inferiore, un margine aderente e un margine libero. È formato infatti da due spioventi che si incontrano sul piano sagittale mediano con un angolo smusso su cui prende inserzione lo sdoppiamento della base di un'altra piega della dura madre, la grande falce cerebrale. Tra l'angolo smusso e i due lembi derivati dallo sdoppiamento della base della grande falce cerebrale decorre, dall'avanti all'indietro, un importante seno venoso, il seno retto. I due spioventi offrono a considerare una faccia superiore che guarda verso il rispettivo lobo occipitale e una faccia inferiore che guarda verso il rispettivo emisfero cerebellare.
Il margine aderente prende inserzione in corrispondenza dei processi clinoidei posteriori, due protuberanze che si trovano al lato del margine superiore della lamina quadrilatera (o dorso della sella) dello sfenoide; prosegue dunque sullo spigolo posterosuperiore della piramide del temporale e infine sul solco del seno trasverso in corrispondenza della faccia endocranica della squama dell'osso occipitale.
Nello spazio formato dallo sdoppiamento della dura madre e dallo spigolo posterosuperiore della piramide del temporale decorrerà il seno petroso superiore. Nello spazio formato dallo sdoppiamento della dura madre e del solco del seno trasverso decorrerà il seno trasverso.
Il margine anteriore è libero e prende inserzione in corrispondenza dei processi clinoidei anteriori e insieme al clivo dell'occipitale delimita il forame ovale di Pacchioni attraverso cui passa il mesencefalo. Il margine anteriore tentorio ha quindi un rapporto con il tronco encefalico.

## Patologia
I tumori cerebrali sovratentoriali sono localizzati sopra il tentorio, mentre quelli sotto e infratentoriali sotto il tentorio. La posizione del tumore può aiutare a determinare il tipo di tumore, perché i diversi tumori si verificano con frequenze diverse in ogni posizione. La maggior parte dei tumori cerebrali primitivi dell'infanzia sono infratentoriali, mentre la maggior parte dei tumori cerebrali primitivi adulti è sovratentoriale. Anche la posizione del tumore può avere un significato prognostico.
Poiché il tentorio è una struttura dura, se si verifica un'espansione del volume del cervello o della materia circostante al di sopra del tentorio, ad esempio a causa di un tumore o di un'emorragia, il cervello può essere spinto verso il basso attraverso il tentorio. Questa viene chiamata ernia e può causare un allargamento della pupilla, a causa della pressione sul nervo oculomotore. L'erniazione di tipo tentoriale è un sintomo grave, soprattutto perché è probabile che il tronco cerebrale sia compresso e la pressione intracranica aumenta. Un tipo comune di ernia è l'ernia incidentale.
Le calcificazioni all'interno del tentorio cerebellare sono comuni nelle persone anziane; ma non sembrano causare sintomi.